# Garrison (Texas)
Garrison è una città degli Stati Uniti d'America, situata nello Stato del Texas, nella Contea di Nacogdoches.